# 管道 (软件)
管道（pipeline），本源是使用消息传递的进程间通信机制，它构成自链接起来的处理元素（进程、线程、协程和函数等），它们被安置为每个元素的输出都是下一个元素的输入；这个名字类比于物理上的管道运输。在连贯的元素之间，通常会提供一定数量的缓冲区。在管道中流动的信息，经常是记录、字节或位的流（stream），而管道的元素可以叫做过滤器。将元素连接成管道类似于函数复合。在软件工程中，称之为管道与过滤器设计模式。

## 概述
管道的概念是在Unix的发源地贝尔实验室由Douglas McIlroy在Unix开发期间主张的。与Unix的管道有关的更早期独立工作是Ken Lochner在1960年代为Dartmouth分时系统开发的“通信文件”。Tony Hoare在1978年提出的通信顺序进程（CSP），进一步发展了McIlroy的管道，但它用于通信的无缓冲区通道不是头等对象。CMS管道是开始于1980年的将管道想法向IBM的VM/CMS和z/OS系统的移植。
狭窄些说，管道是线性的和单向的，最典型的是Unix shell最初提供的管道语法。但是这个术语有时也应用于更一般性的流（flow）。例如，一个基本上单向的管道，可以有在另一个方向上一些通信，叫做“返回通道”或“反向通道”，就像在lexer hack中那样，也有管道可以是完全双向的。有着单向树和有向无环图拓扑的流，由于没有环路而相对简单，使得它们表现得类似于（线性的）管道，因此也可以宽泛的称为“管道”。 
除了基于字节流（stream）的管道，还有对象管道。在对象管道中，处理元素输出对象而非文本。Windows PowerShell包含了一种内部的对象管道，在PowerShell运行时系统之内于函数之间传输.NET对象。在Limbo编程语言中的通道，是这种隐喻的另一个例子。
管道和过滤器，可以被看作使用字节流作为数据对象的一种形式的函数式编程；更具体的说，它们可以被看作是特定形式的I/O单子。